# Mückenlarve

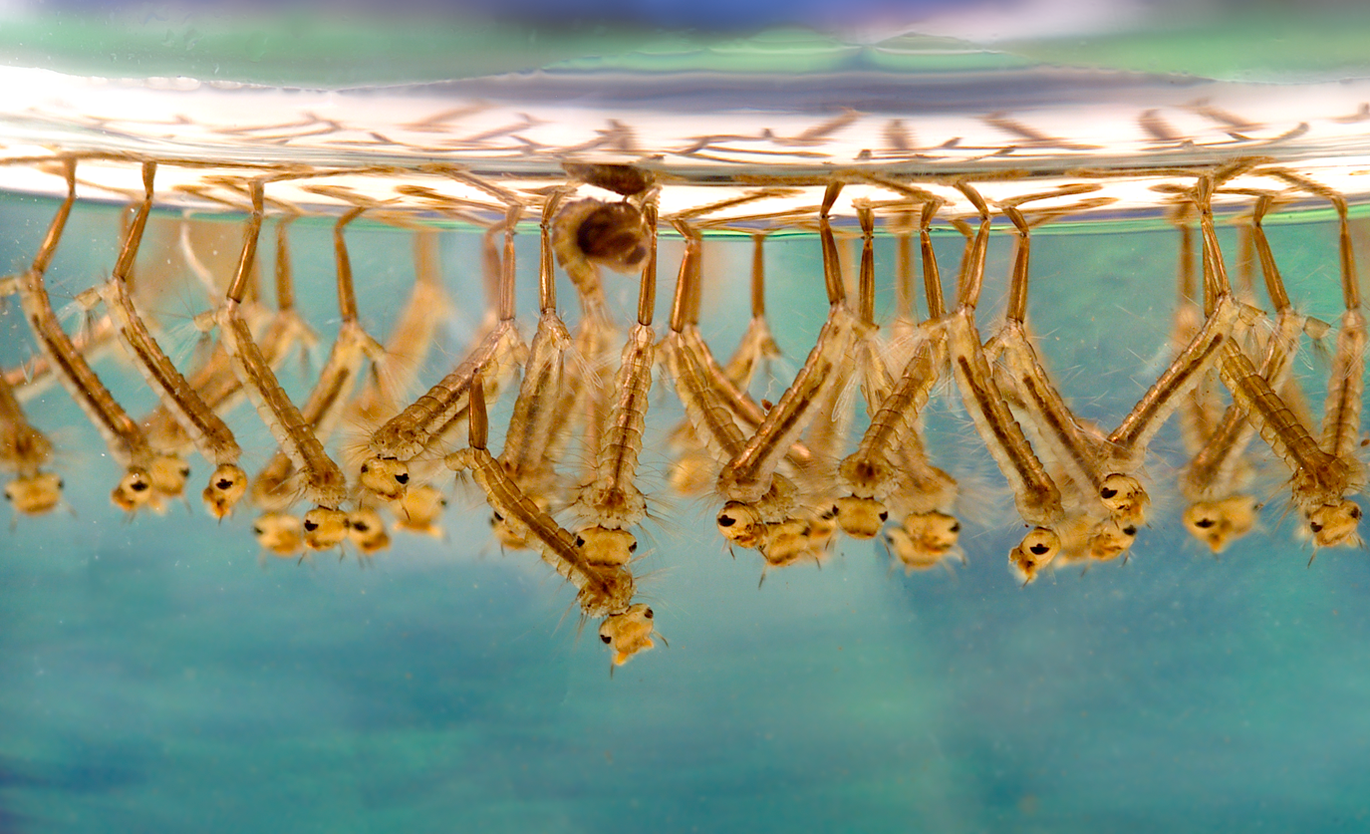
Larven der Stechmückengattung Culex

Mückenlarven sind ein Entwicklungsstadium der Insektenunterordnung der Mücken aus der Ordnung der Zweiflügler (Dipteren).
Die Larven der einzelnen Familien haben sehr unterschiedliche Lebensweisen: Viele leben in feuchten Bereichen in Bodennähe, andere auf Pflanzen; die bekannteste und auffälligste ist aber sicher die aquatische Lebensweise. Ebenso ist auch die Ernährung sehr unterschiedlich. Einige strudeln Wasser und ernähren sich von Bakterien. Viele Arten überwintern im Larvenstadium.
Der Körper ist meist wurmförmig gebaut und besitzt im Gegensatz zu den Fliegenlarven (Maden) in der Regel eine Kopfkapsel. Fußartige Fortsätze besitzen nur bodenbewohnende Formen, Beine fehlen. Die wasserbewohnenden Arten nehmen Luft über ein Haarbüschel am Hinterleibsende auf, an dem das Tier durch die Adhäsionskraft des Wassers unter der Oberfläche hängt.
Zur Bekämpfung für den Menschen relevanter Larven stechender Mücken siehe Stechmückenbekämpfung

## Mückenlarven als Fischfutter
Wasserbewohnende Mückenlarven werden bei der Zierfischzucht als Lebendfutter verwendet. Mückenlarven erhält man im Aquaristikfachgeschäft als Frostfutter, gefriergetrocknetes Futter und Lebendfutter. Frostfutter sollte den Fischen aufgetaut gereicht werden und nach dem Auftauen mit Wasser gespült werden. Dazu empfiehlt sich z. B. ein Artemiasieb oder ein engmaschiger Kescher.
In der Aquaristik werden Mückenlarven unter drei Sammelbezeichnungen angeboten:
- Weiße Mückenlarven (Larven der Büschelmücken) sollten lebend nur an Fische mit mindestens 3 cm Länge verfüttert werden, weil sonst die Gefahr besteht, dass sie sich an einem Fisch vergreifen.
- Rote Mückenlarven (Larven der Zuckmücken) werden von Fischen sehr geschätzt. Sie können bei Kontakt zum Menschen jedoch Allergien hervorrufen.[3] Ihr roter Blutfarbstoff ähnelt dem Hämoglobin im menschlichen Blut.
- Schwarze Mückenlarven (Larven der Stechmücken) werden nicht von allen Fischarten geliebt. Sie enthalten jedoch viele Vitamine und fischgerechte Proteine.

Bei der Fütterung von Fischen mit Lebendfutter können Krankheiten übertragen werden.

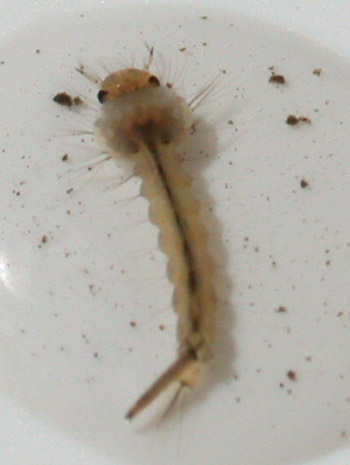
Larve der Stechmückengattung Culex mit endständigem Atemrohr
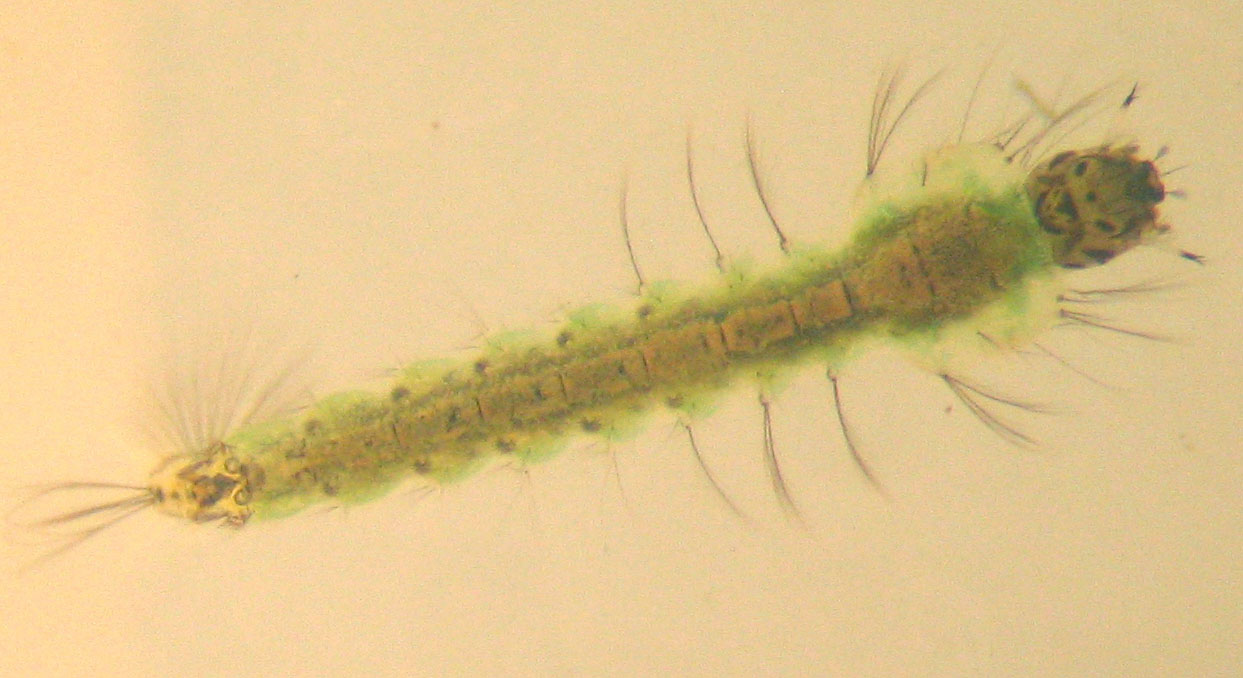
Grünliche Larve der Stechmückengattung Anopheles
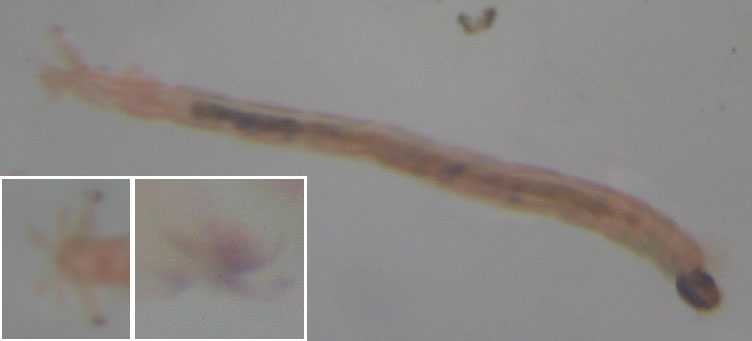
Zuckmückenlarve